# نیوخ‌ها

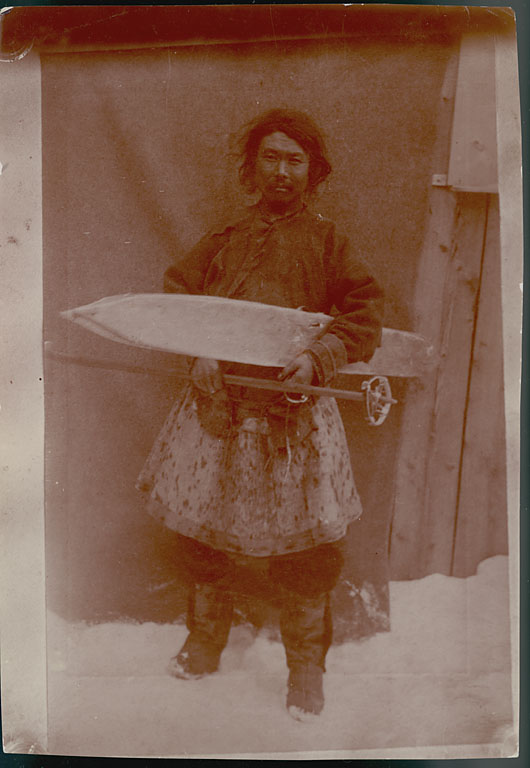
یک شکارچی نیوخ.

نیوخ‌ها (به روسی: Нивхи) یا گیلیاک‌ها مردمان بومی شمال ساخالین و دهانهٔ رود آمور در سرزمین خاباروفسک روسیه‌اند. نیوخ‌ها به زبان نیوخ، متعلق به گروه زبان‌های دیرین سیبری سخن می‌گویند. بیشتر آنان پیرو شمن‌باوری هستند، ولی شماری از آنان نیز به مسیحیت ارتدکس گرویده‌اند.
پیشهٔ اصلی آنان ماهی‌گیری، شکار و پرورش سگ بوده‌است. آنان نیمه‌کوچ‌نشین‌اند و در تابستان در کرانهٔ دریا و در زمستان در خشکی در امتداد رودها و آبراهه‌های برای شکار آزادماهی جاگیر می‌شوند. زیستگاه آنان محل رویش تایگا‌ست، زمستان‌هایی سخت سرد و پربرف و تابستان‌های ملایم دارد و پوشش درختی آنجا هم تُنُک است.

## تاریخچه
می‌نماید که این مردمان از دوران نوسنگی در این سرزمین‌ها جاگیرشده باشند. پنداشته می‌شود که جدایش این مردمان به دستهٔ جداگانه-در شمال ساخالین و کرانهٔ رود آمور به گرمایش زمین و پس‌روی یخ‌ها برگردد که سبب شده‌است میان این دو گروه دریایی فاصله افتد. نخستین‌بار در سدهٔ دوازدهم میلادی در روزنامه‌های چینی از مردمانی در این حدود با نام جیلیمی یاد شده‌است که می‌نماید همین نیوخ‌ها باید باشند. در ۱۶۴۳ میلادی، واسیلی پویارکوف روس از این مردمان یادکرده و آنان را گیلیاک می‌خواند.
امپراتوری منچو توانست نیوخ‌ها را خراج‌گزار خویش نماید. این وضعیت تا سال ۱۶۸۹ ادامه داشت. در این سال بر پایهٔ پیمان نرچینسک سرزمین‌های نیوخ‌نشین میان منچو، روسیه و ژاپن تقسیم‌شد. تا ۱۸۶۰ سراسر سرزمین‌های نیوخ‌نشین به زیر فرمان روسیه تزاری درآمد. آزاری که نیوخ‌ها از سوی کازاکهای چیره بر ایشان کشیدند سبب‌شد که در آینده کازاک‌ها را کینرش به معنای اهریمنان بخوانند. در پایان سدهٔ نوزدهم شمار بسیاری از روس‌ها به این سرزمین‌ها تبعید شدند. تبعیدیان با خود بیماری‌های مانند آبله، طاعون و آنفلوانزا به همراه‌آورد که بسیاری از نیوخ‌ها را از پای انداخت.
با انقلاب اکتبر روزگار نیوخ‌ها بهبود یافت، دولت تازه‌تاسیس شوروی قوانین تزاری را منسوخ نمود و برپایهٔ مسلک کمونیستی خود خودمختاری نسبی‌ای به نیوخ‌ها داد. ولی اندکی پس از آن ورق برگشت و بسیاری از این مردمان ناچار به کار اجباری در کلخوزها شدند. وادار شدن به کشاورزی برای آنان بسیار سخت بود زیرا این ماهی‌گیران کشاورزی را گناه می‌دانستند.

## ریشهٔ نام
نیوخ نامی‌است که نیوخ‌ها به خود اطلاق می‌کنند و در زبان نیوخ معنای شخص یا کَس می‌دهد. (در حالت جمع نیوخگو Nivxgu تلفظ می‌شود). در گذشته گاه آنان را گیلیاک نیز می‌خواندند که به نظر می‌آید نامی بوده که از جانب همسایگانش بدیشان داده شده‌است، استفاده از این نام امروزه تقریباً منسوخ شده‌است.